# Fikšinci
Fikšinci – wieś w Słowenii, w gminie Rogašovci. W 2018 roku liczyła 163 mieszkańców.